# Vezdenkî, Hmelnîțkîi
Vezdenkî (în ucraineană Везденьки) este localitatea de reședință a comunei Vezdenkî din raionul Hmelnîțkîi, regiunea Hmelnîțkîi, Ucraina.

## Demografie
Componența lingvistică a localității Vezdenkî
     Ucraineană (98,25%)
     Rusă (1,05%)
Conform recensământului din 2001, majoritatea populației localității Vezdenkî era vorbitoare de ucraineană (98,25%), existând în minoritate și vorbitori de rusă (1,05%).